# علم اجتماع المكان
علم اجتماع المكان (أو الفضاء) أو سوسيولوجيا المكان، هو أحد فروع علم الاجتماع والذي يستعير من النظريات التي طُورت في مجال الجغرافيا، بما في ذلك المجالات الفرعية للجغرافيا البشرية والجغرافيا الاقتصادية والجغرافيا النسوية. يبحث «علم اجتماع» المكان في التكوين الاجتماعي والمادي للأماكن. يهتم بفهم الممارسات الاجتماعية والقوى المؤسسية والتعقيد المادي لكيفية تفاعل البشر والمكان. علم اجتماع الفضاء هو مجال متعدد التخصصات للدراسة، ويعتمد على تقاليد نظرية متنوعة مثل الماركسية ودراسات ما بعد الاستعمار والدراسات العلمية والتكنولوجية. طور إدوارد ت. هول دراسة «القربيات» التي تركز على التحليل التجريبي للمكان في علم النفس.

## تعريف المكان
المكان هو واحد من أهم المفاهيم في تخصصات العلوم الاجتماعية لكونه أساسيًا من ناحية فهمنا للجغرافيا. عرّف العديد من العلماء مصطلح المكان:
بشكل عام، يُعرف قاموس أكسفورد الإنجليزي المكان بطريقتين:
امتداد مستمر يُنظر إليه مع أو بدون إشارة إلى وجود كائنات داخله.
1. الفاصل بين النقاط أو الأشياء التي يُنظر إليها على أنها ذات بعد واحد أو اثنين أو ثلاثة.
ينصب اهتمام الجغرافيين على الأجسام الموجودة داخل المكان وموقعها النسبي، وهو ما يتضمن وصفًا وتفسيرًا وتوقعًا لتوزع الظاهرة. لذا فإن العلاقات بين الأجسام الموجودة في المكان هي محور الدراسة.
يعرف ميشال فوكو المكان كالآتي: «إن المكان الذي نعيش فيه، والذي يخرجنا من أنفسنا، والذي يحدث فيه تآكل حياتنا ووقتنا وتاريخنا، المكان الذي يخمشنا ويقضمنا، هو في حد ذاته، مكان متباين.... نحن نعيش داخل مجموعة من العلاقات».
يعرف نايجل ثريفت أيضًا المكان بأنه «نتاج سلسلة من التسويات المؤقتة شديدة الإشكالية التي تقسم وتربط الأشياء بأنواع مختلفة من المجموعات التي تُزود ببطء بالمعنى الذي يجعلها دائمة ومستدامة».
«المكان» هو المساحة الاجتماعية التي نعيش فيها ونكون علاقات مع أشخاص ومجتمعات ومحيط آخر. المكان هو نتيجة للعمل الشاق والمستمر لبناء المجموعات والحفاظ عليها من خلال الجمع بين أشياء مختلفة في مرصوفات. يمكن أن توجد جميع أنواع الأماكن المختلفة والتي قد ترتبط ببعضها البعض أو لا. وبالتالي، يمكننا من خلال المكان أن نفهم المزيد عن العمل الاجتماعي.

## تاريخ سوسيولوجيا المكان
يُعد جورج سيمل عالم الاجتماع الكلاسيكي الأكثر أهمية في هذا المجال. كتب سيمل عن علم اجتماع المكان في كتابه الصادر عام 1908 بعنوان «سوسيولوجيا: تحقيقات حول أشكال التواصل». شملت مخاوفه العملية المتروبولية (تطوير المدن) وفصل أماكن الترفيه في المجتمعات الاقتصادية الحديثة.
لعبت فئة المكان لمدة طويلة دورًا ثانويًا في تكوين النظرية الاجتماعية. لوحظ في أواخر الثمانينيات فقط أن بعض التغييرات في المجتمع لا يمكن تفسيرها بشكل كافٍ دون مراعاة أكبر للمكونات المكانية للحياة. يشار إلى هذا التحول في المنظور باسم «الدور الطوبولوجي». يوجه مفهوم المكان الانتباه إلى الأشكال التنظيمية للتجاور. وينصب التركيز على الاختلافات بين الأماكن وتأثيرها المتبادل. ينطبق هذا بالتساوي على المساحات الصغيرة للحياة اليومية والمساحات الكلية على مستوى الدولة القومية أو على المستوى العالمي.
وُضع الأساس النظري للاهتمام المتزايد بالعلوم الاجتماعية في المكان بشكل أساسي من قبل علماء الاجتماع والفلاسفة والجغرافيين البشريين الناطقين بالإنجليزية والفرنسية. يتسم مقال ميشيل فوكو «حول الفضاءات الأخرى» بأهمية خاصة، إذ يعلن المؤلف فيه عن «عصر المكان»، وهناك أيضً عمل هنري لوفيفر الإبداعي «إنتاج المكان». قدم الأخير النظرية المكانية الماركسية التي بنى عليها ديفيد هارفي ومانويل كاستيلز وإدوارد سوجا وآخرون. تُواجه النظريات الماركسية حول المكان، والتي تستند إلى محددات هيكلية، أي محددات الرأسمالية أو العالمية للأماكن وتزايد تجانس المكان، من قبل مفاهيم نظرية فعلية تؤكد أهمية وضع الأجسام الجسدية وتصور الأماكن أنها مبنية ذاتيًا وإن كانت محددةً مسبقًا بشكل معتاد. مثال على ذلك هو نظرية المكان لعالمة الاجتماع الألمانية مارتينا لوف. جذبت المناهج المستمدة من خطاب ما بعد الاستعمار المزيد من الاهتمام في السنوات الأخيرة. على عكس المفاهيم الماركسية الجديدة للمكان، يؤكد الجغرافي البريطاني دورين ماسي وعالم الاجتماع الألماني هيلموث بيركينغ عدمَ تجانس السياقات المحلية وعلاقة مكاننا بمعرفتنا عن العالم.

## ثنائية المكان
طورت مارتينا لوف فكرة نموذج علائقي «للمكان» يركز على «ترتيب» الكيانات الحية والسلع الاجتماعية، ويفحص كيف يُشكَّل المكان ضمن عمليات الإدراك أو الاسترجاع أو التفكير ليتجلى على أنه الهيكل الاجتماعي. من وجهة نظر النظرية الاجتماعية، فهو ينبع من نظرية الهيكلة التي اقترحها أنتوني غيدينز، الذي تستمد منه لوف مفهوم «ثنائية الهيكل» لتجعله مصطلحًا اجتماعيًا هو «ثنائية المكان». الفكرة الأساسية هي كيفية تصرف الأفراد كوكلاء اجتماعيين (ويشكلون أماكن أثناء العملية)، لكن هذا الفعل يعتمد على الهياكل الاقتصادية والقانونية والاجتماعية والثقافية وأخيرًا المكانية، وبالتالي فالأماكن هي نتيجة للعمل. في الوقت نفسه، فإن عمل بنية الأماكن يمكن أن يقيد الفعل ويمكّنه على حد سواء.
في ما يتعلق بتكوين المكان، تميز لوف من الناحية التحليلية بين عاملي تحديد بشكل متبادل: «التموضع» و«التوليف». يشير التموضع إلى فعل وضع أو حالة وضع السلع الاجتماعية والأشخاص في الأماكن. وفقًا للوف، فإن الترتيب الذي ينشأ من خلال التموضع يكون فعالًا فقط كمساحة تربط العناصر التي يتكون منها بشكل نشط من قبل الأشخاص، في عمليات الإدراك أو التفكير أو الاسترجاع. تدعو لوف هذا بالتوليف.
اختُبر هذا المفهوم تجريبيًا في دراسات مثل تلك التي أجراها لارس ماير (الذي درس تكوين الأماكن في الحياة اليومية للمديرين الماليين في لندن وسنغافورة)، وسيدريك جانوفيتش (الذي أجرى دراسة اجتماعية إثنوغرافية للمكان لإمدادات الغذاء في مدينة أكرا الغانية)، وسيلك ستريتس (الذي نظر في عمليات تكوين المكان في الصناعات الإبداعية في لايبزيغ).